# Австромарксизъм
Австромарксизмът е течение в марксизма от края на 90-те години на 19 век, възникнало в Австро-Унгария и оглавявано от Виктор Адлер, Ото Бауер, Карл Ренер и Макс Адлер, разновидност на реформизма. В основата му стои идеята за автономията на националните малцинства, които се разглеждат като общности от хора, а не като компактни територии. Заменя идеята за пролетарска революция и диктатура на пролетариата с „теорията“ за мирно „социализиране“ на капиталната промишленост от буржоазната държава чрез „експроприация“. През 1921 г. австромарксистите организират Виенския интернационал, опитвайки се неуспешно да обединят Втория и Третия интернационал.

## Кратко описание
Австромарксизмът се отнася към демократичния социализъм. Една от основните теории на австромарксизма е социализацията на производството в условията на капитализъм. Тя съдержа следните положения:
- Концентрация на капитала в големи банки, намиращи се под контрола на правителствата. По такъв начин се осигурява превъзходството на заемния капитал над промишления. Големите банки могат да регулират лихвения процент, за да намалят размера на печалба на предприемачите.
- Създаване на потребителски кооперации в промишлеността и селското стопанство.
- Развитие на местното самоуправление.[1]

Австромарксизмът не е цяла, монолитна теория. Сред неговите поддръжници съществуват определени разногласия. Съществено внимание австромарксистите отделят на националния въпрос. Австромарксистите издигат теорията за културно-национална автономия, основа на която стават работите на К. Ренер (от 1899 и 1902 г.) и О. Бауер (1907 г.). Австрийската социалдемокрация става първата социалдемократична партия, приела специална програма по националния въпрос – Брюнската програма (1899 г.), в която е издигнат принципа за териториално федеративно устройство на Австрия.

## Теоретици на австромарксизма
- Виктор Адлер
- Макс Адлер
- Фридрих Адлер
- Ото Бауер
- Рудолф Хилфердинг
- Карл Грюнберг
- Ото Нойрат
- Емил Ледерер
- Карл Кауцки
- Карл Ренер
- Густав Екщайн